# Križanec
Križanec is een plaats in de gemeente Sveti Ilija in de Kroatische provincie Varaždin. De plaats telt 329 inwoners (2001).